# Jerzy Grobis
Jerzy Grobis (ur. 1943) – polski historyk, dr hab. Pracował jako profesor nadzwyczajny w Instytucie Studiów Edukacyjnych Wyższej Szkoły Edukacji Zdrowotnej i Nauk Społecznych oraz w Instytucie Historii Wydziału Filozoficznego i Historycznego Uniwersytetu Łódzkiego.